# 罌粟麵包卷
罌粟麵包卷（poppy seed roll）是一種在中歐和東歐地區流行的食物，主要在聖誕節和復活節期間食用。罌粟麵包卷的做法是在麵包卷中填入罌粟的種子和切碎的核桃糊。在匈牙利，聖誕節期間食用的糕點並不多，罌粟麵包卷是匈牙利具代表性的聖誕節甜點。